# Ken Finch
Kenneth Roy Finch, detto Ken (Sydney, 9 giugno 1936 – ...), è stato un cestista australiano.

## Carriera
Con l'Australia ha disputato le Olimpiadi del 1956, segnando 5 punti in 7 partite.